# Max Gauß
Max Gauß (* 24. Februar 1868 in Justingen; † 5. Februar 1931 in Heilbronn) war ein deutscher katholischer Priester, Lehrer und Politiker (Zentrum). Ab 1923 bis zu seinem Tod war er Mitglied des Heilbronner Gemeinderats, ab 1924 zudem Mitglied des Landtags des freien Volksstaates Württemberg.

## Leben
Gauß kam aus Justingen, wo Verwandte das Gasthaus Krone betrieben. Er studierte katholische Theologie in Tübingen und erhielt am 1. Oktober 1895 die Priesterweihe.
Ab 1895 war er als Vikar und Kaplan in Heilbronn, wo er den Katholischen Arbeiterverein und den Katholischen Verein Unitas mitbegründete und beiden auch als Präses diente. 1902 wurde er erster Pfarrverweser des neu errichteten Seelsorgebezirks in der Heilbronner Nachbargemeinde Böckingen mit der Kirche St. Kilian. Am 16. November 1903 wurde die neue, unter dem Patronat der württembergischen Krone stehende katholische Josephskaplanei in Heilbronn mit ihm besetzt. Ab dem 5. November 1917 bis 1926 war er hauptamtlicher Religionslehrer am Karlsgymnasium, zuletzt als Studienrat.
Am 10. Dezember 1922 wurde er in den Heilbronner Gemeinderat gewählt, dem er vom 25. Januar 1923 bis zu seinem Tod angehörte. Im Gemeinderat empfahl er unter anderem am 11. März 1926 dem Heilbronner Stadttheater eine bessere Auswahl der Stücke; Der fröhliche Weinberg von Carl Zuckmayer habe eine „direkt unsittliche Tendenz“. Am 18. Dezember 1930 regte er an, im Stadttheater Stücke wie Krankheit der Jugend von Ferdinand Bruckner nicht mehr zu geben, was im Gremium auf breite Ablehnung stieß.
Bei der Landtagswahl 1924 kandidierte Gauß für die Zentrumspartei, erzielte aber zunächst kein Mandat. Eine Entscheidung des Württembergischen Staatsgerichtshofes vom 6. Oktober 1924 führte zur Aberkennung des Mandats des Mergentheimer Zentrums-Abgeordneten Adam Müller, für den am 21. Oktober Gauß von der Bezirksliste Heilbronn der Zentrumspartei in den Landtag eintrat. Am 16. Januar 1928 stellte ihn die Zentrumspartei des Bezirks Heilbronn als ihren Spitzenkandidaten für die kommende Landtagswahl auf, am 20. Mai 1928 wurde er wiedergewählt und gehörte dem Landtag bis zu seinem Tod am 5. Februar 1931 an. Gauß wurde in seiner Heimatgemeinde Justingen beerdigt. Im Landtag rückte für ihn Johann Kuhn nach.